# Liodrosophila ornata
Liodrosophila ornata är en tvåvingeart som beskrevs av Toyohi Okada 1974. Liodrosophila ornata ingår i släktet Liodrosophila och familjen daggflugor.
Artens utbredningsområde är Sri Lanka. Inga underarter finns listade i Catalogue of Life.